# Северо-Кавказская археологическая экспедиция

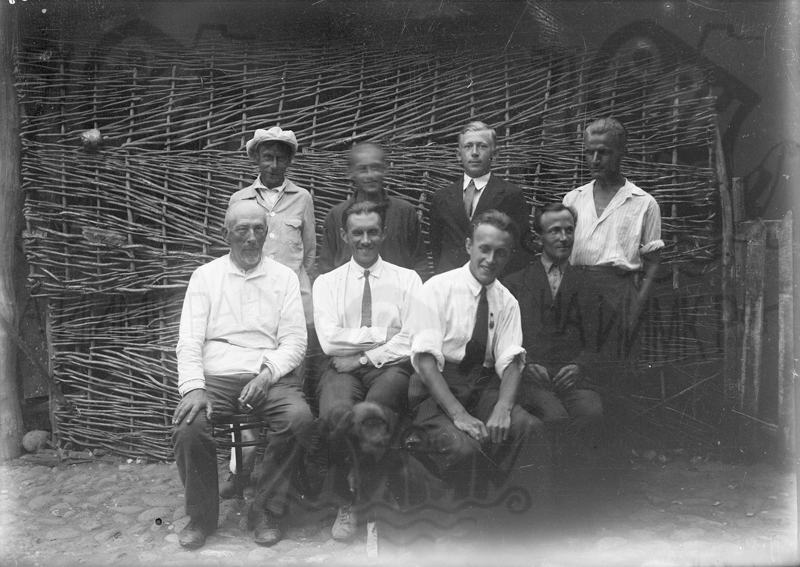
Первые члены Северо-Кавказской экспедиции. Стоят (слева направо): Б. Е. Деген-Ковалевский, Е. Ю. Кричевский, Г. В. Подгаецкий, А. А. Тудоровский; сидят (слева направо): А. А. Миллер, А. А. Иессен, С. Н. Аносов, А. П. Круглов. Нальчик, 1933 год.

Северо-Кавказская археологическая экспедиция (СКАЭ) — археологическая экспедиция Государственного Исторического музея, позднее Института археологии Академии наук СССР, с участием Чечено-Ингушского, Северо-Осетинского, Кабардино-Балкарского, Карачаево-Черкесского и Дагестанского научно-исследовательских институтов и музеев краеведения. Экспедиция осуществляла свою деятельность в 1923—1970 годах. По численности специалистов, охваченной полевыми работами территории и широте научных задач СКАЭ была одной из крупнейших археологических экспедиций СССР.

## История
С 1957 года Евгений Крупнов возглавляет объединенную организацию (СКАЭ). Северокавказская археологическая экспедиция работала в составе 3-5 отрядов руководимых Р. М. Мунчаевым, В. И. Марковиным, Н. Я. Мерпертом, В. Б. Виноградовым, В. А. Кузнецовым, В. И. Козенковой, О. В. Милорадович и другие. В процессе работы экспедиции подготавливались научные кадры археологов из представителей кавказских регионов (С. Ц. Умаров, М. Х. Багаев, М. Х. Ошаев, О. М. Давудов, Т. Б. Тургиев, М. Б. Мужухоев, Х. М. Мамаев, Р. А. Даутова). Научные труды экспедиции опубликованы в различных статьях, брошюрах и монографиях.
В советское время на территории Чечено-Ингушской республики на постоянной основе работали три отряда археологической экспедиции: равнинный, предгорный и горный.

В 1930 годы Е. И. Крупнов окончил МГУ по специальности “археология Кавказа” и был принят на должность младшего научного сотрудника в Государственный Исторический музей (ГИМ). Музейная и научная деятельность Е.И. Крупнова началась в непростой для развития страны период. Археологией Кавказа в это время в Москве практически мало кто занимался, в отличие от Ленинграда, где под руководством А.А. Миллера, а затем М.И. Артамонова, в 1930-х годах сформировалась целая кавказоведческая школа в археологии. Ее составляли такие крупные специалисты, как А. А. Иессен, Б. Б. Пиотровский, Б. Е. Деген-Ковалевский, А. П. Круглов, Г. В. Подгаецкий и др. В Москве же в эти годы археологом-кавказоведом был фактически один Евгений Игнатьевич, которому и было поручено обработать и систематизировать содержавшиеся в ГИМе коллекции по археологии Кавказа и отдельные находки, выделив материал для вновь создаваемой экспозиции.
(Р. М. Мунчаев. Евгений Игнатьевич Крупнов: к столетию со дня рождения // РА, 2004, № 1, с. 5-14.)

Евгений Крупнов

В 1955 г. у села Мужичи в Ассинском ущелье Чечено-Ингушской АССР экспедиция приступила к раскопкам так именуемого Лугового могильника VI—V вв. до н. э. и поселения III тыс. до н. э. В последующие годы раскопки этого археологического памятника были продолжены учеником Е. И. Крупнова Р. М. Мунчаевым. Луговой некрополь является одним из значительных погребальных памятников скифского времени на Кавказе, определяющий глубокие связи местных культур Кавказа, степного скифо-сарматского мира и взаимовлияния со странами Ближнего Востока. Исследование материалов Лугового поселения позволят сделать важный вывод о том, что территория Чечено-Ингушетии в III тыс. до н. э. входила в зону ареала куро-араксской, кобанской, и майкопской культур. Памятник Луговой расположен на территории современной Ингушетии Сунженский район.

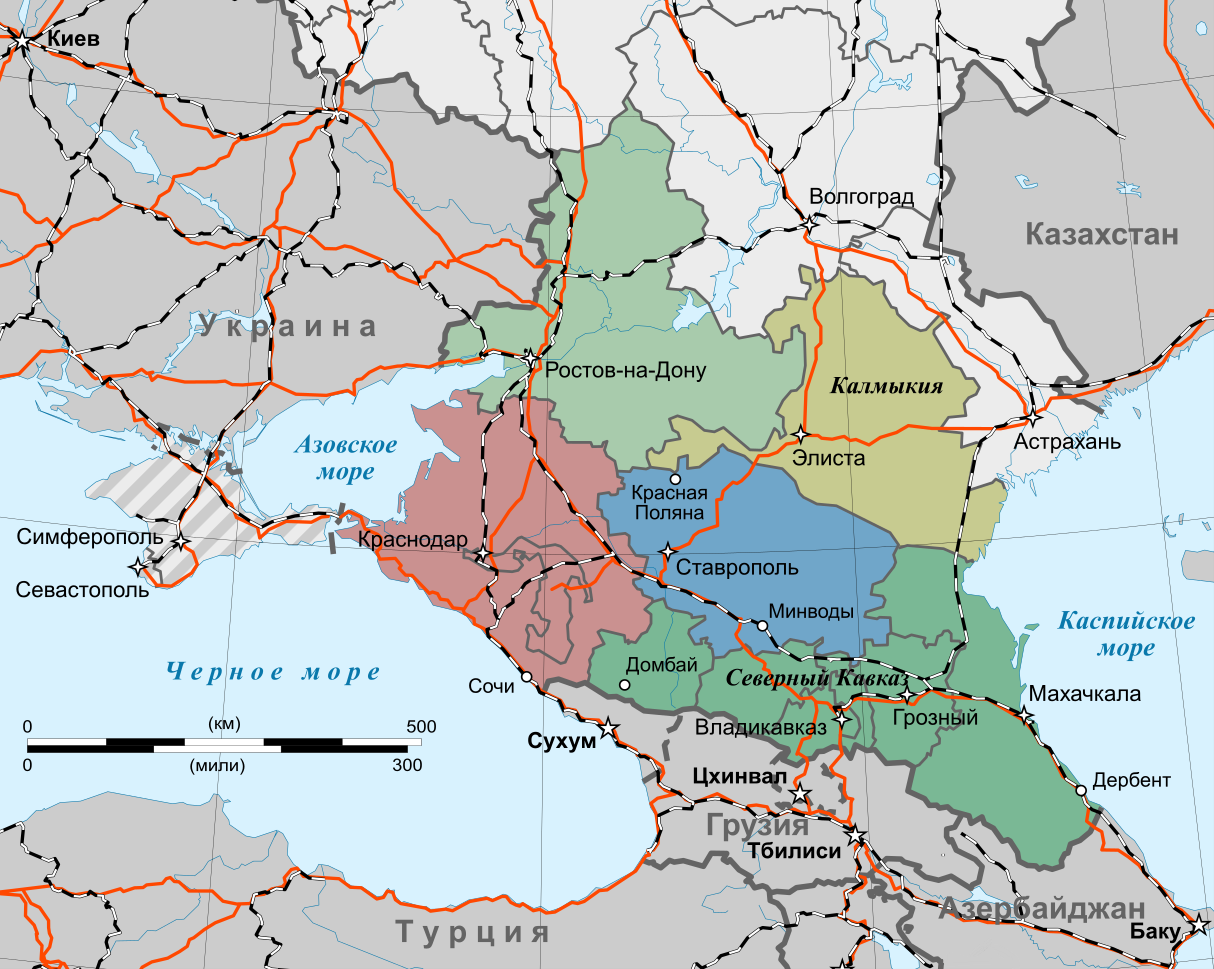
Карта Северного Кавказа

Наиболее масштабные работы были предприняты в Северо-Осетинской и Чечено-Ингушской АССР. В 1957 году СКАЭ начала многолетние исследования в районе села Эльхотово, Харачой — где на большом участке территории был раскопан поселок древней Каякентско-Харачоевской культуры (II тыс. до н. э.), начаты раскопки крупного аланского катакомбного могильника XI—XII веков у станицы Змейской, а позже изучение большого городища Северной Осетии Верхний Джулат. В изучении которых принимала участие Северо-Кавказская экспедиция археологов Института истории материальной археологии (ИИМК РАН).
Эти материалы стали важными источниками по древней и средневековой истории всего Северного Кавказа. Так, локализован на Верхнем Джулате известный в русских летописях «славный ясский город Дедяков». Большие археологические работы экспедицией были проведены по исследованию древнего Алхан-Калинского городища.
Немалое значение для развития слабо обследованной истории народов Чечено-Ингушетии имеют продолжительные работы СКАЭ на территории Чечено-Ингушской АССР. Исследованиями учеников Евгения Игнатьевича Р. М. Мунчаева, В. И. Марковина, В. И. Козенковой, М. Х. Багаева и др. был получен большой материал от каменной эпохи до средневековья. Вследствие этого позволило воссоздать древнюю истории республики. Организатор этих исследований Е. И. Крупнов, начиная с 1958 года, непосредственно руководил раскопками кобанского Сержень-Юртовского поселения на площади в 5000 кв метров.
Разносторонняя работа коллектива СКАЭ освещена не только в многочисленных статьях, но и в трех томах трудов экспедиции.
Результатами этих экспедиций в различные районы Северного Кавказа стали научные труды, опубликованных Е. И. Крупновым и другими специалистами в середине прошлого столетия. Большое значение представляет изданная книга «Древняя история Северного Кавказа».
Важными стали проблемные статьи «О состоянии и задачах изучения археологии Кавказа», «О походах скифов через Кавказ», «Киммерийцы на Северном Кавказе». Так же большое научное значение имеют раскопки экспедиции проведенные в прикаспийских Божиганских и Ачикулакских песках Ставрополья.

## Известные участники экспедиции
- А. А. Миллер — ГАИМК (1923—1933 гг.)
- А. А. Иессен — ГАИМК (1923—1933 гг.)
- А. П. Круглов — ИИМК (1936—1939 гг.)
- М. И. Артамонов — ИИМК (1937—1938 гг.)
- Б. Е. Деген-Ковалевский — ГАИМК (1928—1940 гг.)
- Г. В. Подгаецкий — ГАИМК (1930—1941 гг.)
- Б. Б. Пиотровский— ГАИМК (1923—1933 гг.)
- А. В. Мачинский — ГАИМК, ИЭА РАН (1929—1939 гг.)
- С. Н. Аносов
- Т. М. Минаева
- Н. И. Штанько
- М. П. Севостьянов
- С. Н. Замятин
- Е. И. Крупнов — ГИМ, ИИМК (1929—1970 гг.)
- Л. И. Лавров
- Р. М. Мунчаев — ИИМК АН
- В. И. Марковин — ИИМК АН
- Н. Я. Мерперт — ИИМК АН
- В. И. Козенкова — ИИМК АН
- С. Е. Николаевна
- Б. А. Куфтин